# Zhalkum
Zhalkum är ett sandområde i Kazakstan. Det ligger i den östra delen av landet, 700 km sydost om huvudstaden Astana.